# Stienta
Stienta är en ort och kommun i provinsen Rovigo i regionen Veneto i Italien. Kommunen hade 3 191 invånare (2018).